# Heart of Winter
「Heart of Winter」（ハート・オブ・ウィンター）は、山崎まさよし通算24枚目のシングル。2008年12月10日発売。制作はNAYUTAWAVE RECORDS、発売・販売元はユニバーサルミュージック。

## 解説
2008年通算2枚目となるシングル盤。ハウス食品「ウコンの力」のコマーシャルソング「Heart of Winter」と、山崎自身がラジオパーソナリティを務めているTOKYO FM系番組『音届（おとどけ）〜SEND ONE-MUSIC〜』の番組コンセプト書き下ろし楽曲「Greeting Melody」の2タイトルに、それぞれのインストゥルメンタル・バージョンが収められている。「ウコンの力」のCMには杏子・元ちとせとともに山崎本人も出演している。
本シングル発売時点でミュージシャンとして約13年超のキャリアがあったが、12月にシングルが発表されたのは初めてのこと。発売前の2008年11月14日には、東京・丸の内ビルディングで行われたクリスマスツリーの点灯式に参加し、タイトル曲が一足早く聴衆の前で演奏された。この模様は、TOKYO FM系番組『DIARY』の公開収録として放送されている。
CDパッケージがギフト・ボックス仕様となった初回限定盤は、紙製の外箱にそのままアドレスを記入し送付できるようなデザインが施されている。また、同じく初回盤のみの特典として、2008年8月に大阪で行われた "Augusta Camp 2008@泉大津フェニックス" のパフォーマンス映像が収録されたDVD及びグリーティング・カードと一体化した歌詞カードが封入された。尚、ジャケット写真が異なるCDのみの通常盤も発売されている。
同時発売商品として、ベスト・アルバム『BLUE PERIOD -Complete SOUND+VISION PACKAGE-』がリリースされた。このアルバムは、2005年9月21日に発売されたシングル・コレクション・ベスト『BLUE PERIOD』に、未収録分のシングル4タイトルが追加収録されたもの。また、CDに収録された全22曲中、PV製作がなされていない1曲を除いた21曲分のミュージック・ビデオを収録したDVDがコンパイルされており、合わせて2CD+2DVDの計4ディスクが収められている。特殊なCDプレーヤーを購入することなく高音質再生が可能、と喧伝されているSHM-CDである点と、2005年版を踏襲したパッケージ・デザインが特徴。
本CD内には、2009年開催予定のコンサート日程を掲載した広告チラシが封入されているが、一部誤情報が記載されている。

## 収録曲

### CD
1. Heart of Winter（4:43）
  - 作詞・作曲・編曲: 山崎将義
  - ハウス食品「ウコンの力」CMソング
2. Greeting Melody（3:50）
  - 作詞・作曲・編曲: 山崎将義
3. Heart of Winter -Instrumental-
4. Greeting Melody -Instrumental-

### DVD
- Live Performance from Augusta Camp 2008 @ 泉大津フェニックス

1. Opening Instrumental
2. 真夜中のBoon Boon
3. Fat Mama
4. Good Morning
5. 深海魚[5]
6. ペンギン
7. 晴男

## 関連作品
- Heart of Winter

IN MY HOUSE
- Heart of Winter -Live-

春も嵐も
- Greeting Melody

IN MY HOUSE